# Avery John
Avery John (Point Fortin, 18 giugno 1975) è un ex calciatore trinidadiano, che giocava come terzino sinistro.

## Carriera
Fu votato (MVP) del SSFL nel 1992. Nel maggio del 2004 si trasferì nella MLS, firmando per il New England Revolution.

### Gioventù e istruzione
John è nato a Point Fortin, a Trinidad-Tobago nelle Antille, dove ha frequentato la Vessigny Government Secondary School ,  e successivamente il Presentation College; poi ha iniziato a  giocare a calcio nel periodo del college , prima per lo Yavapai College in Arizona, dove si era trasferito,  e poi per l'American University a Washington, DC. Nelle sue quattro stagioni con l'American si è distinto all'interno della squadra ottenendo alcune nomine  (First Team All-Colonial Athletic Association , e Second Team All-South Atlantic Region nel secondo anno).  Nella sua seconda stagione  con l'American ha contribuito a far vincere il campionato CAA e far arrivare  la squadra ai quarti di finale NCAA.